# Club Deportivo Torrebalonmano
Club Deportivo Torrebalonmano (kurz: CD Torrebalonmano) ist ein spanischer Handballverein aus Torrelavega. Das erste Männerteam tritt in der höchsten spanischen Liga, der Liga Asobal, an.
Aus Sponsoringgründen spielt die erste Mannschaft der Männer des Vereins unter dem Namen Bathco BM. Torrelavega.

## Geschichte
Der Verein wurde im Jahr 2002 gegründet. Vorgängervereine waren AD EDM Torrelavega bzw. BMT Cuatrocaños.
Das Team trat zunächst in der Segunda Nacional an, stieg im Jahr 2004 in die Primera Nacional und im Jahr 2009 in die División de Honor Plata auf. 2015 stieg das Team in die Primera Nacional ab, nach einer Spielzeit in dieser Liga aber dann im Jahr 2016 wieder auf in die División de Honor Plata. Seit der Spielzeit 2021/2022 gehört das Team zur höchsten spanischen Liga, der Liga Asobal.
Durch die Teilnahme am Finalspiel des spanischen Pokalwettbewerbs 2024 war der Verein, der die Ligasaison 2023/2024 auf Platz 11 abgeschlossen hatte, qualifiziert für die Supercopa Ibérica 2024 und die Spielzeit 2024/2025 der EHF European League.

## Halle
Der Verein hat im Pabellón Vicente Trueba seine Heimspielstätte.

## Spieler
Zu den Spielern im Verein gehörten Ángel Fernández, Adrián Fernández, Asier Nieto, José Oliver, Daniel Serrano und Isidoro Martínez.

## Trainer
Trainer der ersten Mannschaft ist Alex Mozas García.